# Asura camerunensis
Asura camerunensis är en fjärilsart som beskrevs av Embrik Strand 1912. Asura camerunensis ingår i släktet Asura och familjen björnspinnare. Inga underarter finns listade i Catalogue of Life.